# Анте Разов
Анте Разов (англ. Ante Razov; нар 2 березня 1974, Вітт'єр, США) — колишній американський футболіст хорватського походження, нападник, відомий за виступами за «Чикаго Файр» і збірну США.

## Клубна кар'єра
Разов почав кар'єру виступаючи за команду Каліфорнійського університету Лос-Анджелеса. Після закінчення навчання він був обраний на драфті «Лос-Анджелес Гелексі». У клубі Анте з'явився на полі у 6 матчах і забив один гол, а решту часу він провів в оренді в «Сакраменто Скорпіонс».
У 1998 році Разов перейшов в «Чикаго Файр». У новому клубі він вже в першому сезоні виграв Кубок MLS, а також допоміг команді тричі завоювати Кубок Ламара Ганта. За шість років (за винятком короткого періоду у 2001 році, який Анте провів з іспанським «Расінгом Ферроль» у другому дивізіоні) Анте став справжньою легендою «Чикаго» і кращим її бомбардиром в історії.
У 2004 році він посварився з тренером і був проданий в «Коламбус Крю», але і в новому клубі він не затримався довго, залишивши його через конфлікт з тренером. Разов був обміняний в «Нью-Йорк Ред Буллз» на Джона Воленича. По закінченні сезону Анте перейшов в «Чівас США», де відіграв три сезони. У 2009 році він завершив кар'єру.
Разів став третім футболістом після Хайме Морено і Джейсона Крайса, який забив 100 голів в MLS.

## Міжнародна кар'єра
25 березня 1995 року в товариському матчі проти збірної Уругваю Разов дебютував за збірну США. 6 червня 2000 року в матчі U. S. Cup проти збірної Ірландії він забив свій перший гол за національну команду. Незважаючи на те, що Анте ніколи не брав участь в чемпіонаті світу, саме завдяки його голам у поєдинках проти команд Тринідаду і Тобаго та Гватемали США потрапили на світову першість 2002 року.
2000 року він потрапив в заявку на Золотий кубок КОНКАКАФ. На турнірі він зіграв у матчі проти збірної Перу. У 2002 році Разов вдруге взяв участь у Золотому кубку КОНКАКАФ. На турнірі він взяв участь у двох матчах проти збірних Південної Кореї і Сальвадора, забивши гол у ворота останніх. Разов допоміг національній команді виграти змагання.

### Голи за збірну США
| #   | Дата              | Місце                                       | Суперник          | Рахунок | Результат | Турнір                      |
| --- | ----------------- | ------------------------------------------- | ----------------- | ------- | --------- | --------------------------- |
| 01. | 6 червня 2000     | «Фоксборо», Фоксборо, США                   | Ірландія          | 1:1     | 1:1       | 2000 U.S. Cup               |
| 02. | 11 червня 2000    | «Джиантс», Східний Рутерфорд, США           | Мексика           | 3:0     | 3:0       | 2000 U.S. Cup               |
| 03. | 16 липня 2000     | «Карлос Салазар», Масатенанго, Гватемала    | Гватемала         | 0:1     | 1:1       | Кваліфікація до ЧС-2002     |
| 04. | 15 листопада 2000 | «Національний стадіон», Бриджтаун, Барбадос | Барбадос          | 0:4     | 0:4       | Кваліфікація до ЧС-2002     |
| 05. | 20 червня 2001    | Фоксборо, Фоксборо, США                     | Тринідад і Тобаго | 1:0     | 2:0       | Кваліфікація до ЧС-2002     |
| 06. | 27 січня 2002     | Роуз Боул, Пасадена, США                    | Сальвадор         | 4:0     | 4:0       | Золотий кубок КОНКАКАФ 2002 |

## Досягнення
Командні
 «Чикаго Файр»
- Володар Кубка MLS: 1998
- Володар Кубка Ламара Ганта: 1998, 2000, 2003
- Supporters' Shield: 2003

Міжнародні
 США
- Володар Золотого кубка КОНКАКАФ: 2002

Індивідуальні
- Найкращий бомбардир MLS: 2006, 2009